# Кубок України з футзалу
Кубок України з футзалу — другий за значенням футзальний турнір України.

## Історія
За часів СРСР в Українській РСР встигли провести лише один розіграш трофею у 1990 році. У фінальному матчі дніпропетровський «Механізатор» переграв своїх земляків із «ДХТІ» з рахунком 8:1. «Механізатор» також виграв перший і єдиний Кубок СРСР у 1991 році.
Розіграш першого Кубка України пройшов 14 — 18 червня у київському Палаці спорту за участі восьми команд: «СКІФ — Сілекс» Київ, «Фотоприлад» Черкаси, «Донбас» Донецьк, «Механізатор» (Дніпропетровськ), «Надія» Запоріжжя, «Ніка» Дніпропетровськ, «Славутич» Славута, «Ріта» Харків. У фіналі зійшлися команди «СКІФ-Сілекс» і «Надія-Дніпроспецсталь». Основний час закінчився з рахунком 2:2. У результаті виконання шестиметрових ударів, з рахунком 5:4 за підтримки рідних трибун перемогла команда «СКІФ-Сілекс».
За 31 розіграш Кубків України з футзалу найуспішнішою командою залишається львівська «Енергія», якій 5 разів діставався цінний трофей. Чотириразовим переможцем турніру є івано-франківський «Ураган». Далі розташувалися відразу три команди, які тричі здобували Кубок: «МФК Шахтар» (Донецьк), «Інтеркас» (Київ), «Локомотив» (Харків). Абсолютним невдахою фінальних ігор Кубка України є столичний «ХІТ». Кияни шість разів виходили до вирішального матчу, але всі спроби виявлялися марними.
Кращим бомбардиром турніру є Ігор Москвичов, який 109 разів засмучував воротарів суперників. Другу позицію посідає Віталій Брунько - 64 м'ячі і замикає трійку кращих снайперів Кубка України Олександр Косенко із 63 влучними ударами.

## Усі фінали кубка
| Роки розіграшу | Дата, місце проведення, кількість глядачів                                                                 | Переможець                            | Рахунок                                                   | Фіналіст                      |
| -------------- | --- | ------------------------------------- | --------------------------------------------------------- | ----------------------------- |
| 1992–1993      | 18 червня 1993 Київ, Палац спорту Глядачів: 850                                                            | «СКІФ-Сілекс» (Київ)                  | 2:2 5:4 (по пен.)                                         | «Надія» (Запоріжжя)           |
| 1993–1994      | 2 лютого 1994 17:00 Дніпропетровськ, ДХТІ Глядачів: ?                                                      | «Ніка» (Дніпропетровськ)              | 5:1                                                       | «Надія» (Запоріжжя)           |
| 1994–1995      | 14 червня 1995 17:00 Дніпропетровськ, Республіканський-корти Глядачів: ?                                   | «Механізатор» (Дніпропетровськ)       | 5:1 (Миргородський, Федоренко, Косенко, Єрьоменко -2 - ?) | «Гірник» (Красногорівка)      |
| 1995–1996      | 15 червня 1996 16:30 Київ, УНУФВіС Глядачів: ?                                                             | «Механізатор» (Дніпропетровськ)       | 4:3                                                       | «Локомотив» (Одеса)           |
| 1996–1997      | 15 лютого 1997 Київ, УДУФВіС Глядачів: 1500                                                                | «Локомотив» (Одеса)                   | 5:3                                                       | «Дніпроспецсталь» (Запоріжжя) |
| 1997–1998      | 22 березня 1998 Запоріжжя, ПС «Юність» Глядачів: ?                                                         | «Локомотив» (Одеса)                   | 6:4 дч                                                    | «Інтеркас» (Київ)             |
| 1998–1999      | 2 травня 1999 Запоріжжя, ПС «Юність» Глядачів: 1800                                                        | «Віннер Форд-Університет» (Запоріжжя) | 8:3                                                       | «Корпія» (Київ)               |
| 1999–2000      | 15 квітня 2000 Київ, НТУУ Глядачів: 1800                                                                   | «Інтеркас» (Київ)                     | 4:1 дч                                                    | «Запоріжкокс» (Запоріжжя)     |
| 2000–2001      | 26 травня 2001 Донецьк, ПС «Дружба» Глядачів: 2500                                                         | «ІнтерКрАЗ» (Київ)                    | 3:0                                                       | «Укрсплав» (Донецьк)          |
| 2001–2002      | 19 травня 2002 14:00 Запоріжжя, ПС «Запоріжалюмінбуд» Глядачів: 1000                                       | «Дніпроспецсталь» (Запоріжжя)         | 4:1                                                       | «ІнтерКрАЗ» (Київ)            |
| 2002–2003      | 24 травня 2003 14:00 Київ, НУФВіС Глядачів: 500                                                            | «МФК Шахтар» (Донецьк)                | 4:3 дч                                                    | «Універ-Харків» (Харків)      |
| 2003–2004      | 24 квітня 2004 14:00 Донецьк, ПС «Дружба» Глядачів: 5000                                                   | «МФК Шахтар» (Донецьк)                | 6:1                                                       | «Дніпроспецсталь» (Запоріжжя) |
| 2004–2005      | 16 квітня 2005 14:00 Суми, ЛМ САБС Глядачів: 1200                                                          | «Інтеркас» (Київ)                     | 2:1                                                       | «МФК Шахтар» (Донецьк)        |
| 2005–2006      | 27 травня 2006 16:00 Суми, ЛМ САБС Глядачів: 1200                                                          | «МФК Шахтар» (Донецьк)                | 3:3 5:4 (по пен.)                                         | «Енергія» (Львів)             |
| 2006–2007      | 2 квітня 2007 17:00 Суми, ЛМ САБС Глядачів: 2500                                                           | «Єнакієвець» (Єнакієве)               | 2:2 4:2 (по пен.)                                         | «ТВД» (Львів)                 |
| 2007–2008      | 9 травня 2008 16:00 Харків, ПС «Локомотив» Глядачів: 2500                                                  | «ТВД» (Львів)                         | 3:1                                                       | «Єнакієвець» (Єнакієве)       |
| 2008–2009      | 3 травня 2009 14:00 Донецьк, ПС «Дружба» Глядачів: 1500                                                    | «Локомотив» (Харків)                  | 2:0                                                       | «МФК Шахтар» (Донецьк)        |
| 2009–2010      | 21 лютого 2010 15:00 Харків, ПС «Локомотив» Глядачів: 1850                                                 | «Тайм» (Львів)                        | 1:0                                                       | «Єнакієвець» (Єнакієве)       |
| 2010–2011      | 30 січня 2011 14:00 Запоріжжя, ПС «Юність» Глядачів: 3500                                                  | «Енергія» (Львів)                     | 2:1                                                       | «Кардинал-Рівне» (Рівне)      |
| 2011–2012      | 3 червня 2012 17:00 Івано-Франківськ, Спорткомплекс коледжу фізичного виховання та спорту Глядачів: 1000   | «Енергія» (Львів)                     | 2:1                                                       | «Локомотив» (Харків)          |
| 2012–2013      | 28 квітня 2013 13:30 Луганськ, «ЛТК Арена» Глядачів: 2000                                                  | «Енергія» (Львів)                     | 3:3 3:2 (по пен.)                                         | «ЛТК» (Луганськ)              |
| 2013–2014      | 27 квітня 2014 13:00 Черкаси, ПС «Будівельник» Глядачів: 400                                               | «Енергія» (Львів)                     | 2:2 2:1 (по пен.)                                         | «Локомотив» (Харків)          |
| 2014–2015      | 4 квітня 2015 13:00 Львів, ПС «Галичина» Глядачів: 1000                                                    | «Manzana» (Київ)                      | 1:1 3:2 (по пен.)                                         | «ХІТ» (Київ)                  |
| 2015–2016      | 27 лютого 2016 14:00 Харків, ПС «Локомотив» Глядачів: 2000                                                 | «Локомотив» (Харків)                  | 4:2                                                       | «ХІТ» (Київ)                  |
| 2016–2017      | 23 квітня 2017 13:00 Київ, ПС КПІ Глядачів: 800                                                            | «Локомотив» (Харків)                  | 5:2                                                       | «ХІТ» (Київ)                  |
| 2017–2018      | 18 березня 2018 13:00 Запоріжжя, ПС «Запоріжалюмінбуд» Глядачів: 1000                                      | «Енергія» (Львів)                     | 5:3                                                       | «Ураган» (Івано-Франківськ)   |
| 2018–2019      | 30 березня 2019 15:00 Івано-Франківськ, Спорткомплекс коледжу фізичного виховання та спорту Глядачів: 1200 | «Ураган» (Івано-Франківськ)           | 4:1                                                       | «Продексім» (Херсон)          |
| 2019–2020      | 20 серпня 2020 18:00 Запоріжжя, ПС «Юність» Глядачів: 0                                                    | «Ураган» (Івано-Франківськ)           | 2:2 5:4 (по пен.)                                         | «ХІТ» (Київ)                  |
| 2020–2021      | 3 квітня 2021 14:00 Суми, Палац студентського спорту (Легкоатлетичний манеж) СумДУ Глядачів: 0             | «Продексім» (Херсон)                  | 5:1                                                       | «ХІТ» (Київ)                  |
| 2022–2023      | 30 квітня 2023 14:00 Львів, «Боско-Арена» Глядачів: 0                                                      | «Кардинал-Рівне» (Рівне)              | 1:1 5:4 (по пен.)                                         | «ХІТ» (Київ)                  |
| 2023–2024      | 5 травня 2024 12:00 Київ, Палац спорту Глядачів: ?                                                         | «Ураган» (Івано-Франківськ)           | 4:2 (д.ч.)                                                | «Aurora» (Київ)               |
| 2024–2025      | 27 квітня 2025 14:00 Київ, Палац спорту Глядачів: ?                                                        | «Ураган» (Івано-Франківськ)           | 6:3                                                       | «Суха Балка» (Жовті Води)     |

## Статистика фіналів за клубами
| М     | Клуб                                  | Перемоги | Фінали | Сезони перемог                              | Сезони фіналів                                       |
| ----- | ------------------------------------- | -------- | ------ | ------------------------------------------- | ---------------------------------------------------- |
| 1     | «Енергія» (Львів)                     | 5        | 1      | 2010-11, 2011-12, 2012-13, 2013-14, 2017-18 | 2005-06                                              |
| 2     | «Ураган» (Івано-Франківськ)           | 4        | 1      | 2018-19, 2019-20, 2023-24, 2024-25          | 2017-18                                              |
| 3     | «МФК Шахтар» (Донецьк)                | 3        | 3      | 2002-03, 2003-04, 2005-06                   | 2000-01, 2004-05, 2008-09                            |
| 4-5   | «Інтеркас» (Київ)                     | 3        | 2      | 1999-00, 2000-01, 2004-05                   | 1997-98, 2001-02                                     |
| 4-5   | «Локомотив» (Харків)                  | 3        | 2      | 2008-09, 2015-16, 2016-17                   | 2011-12, 2013-14                                     |
| 6     | «Локомотив» (Одеса)                   | 2        | 1      | 1996-97, 1997-98                            | 1995-96                                              |
| 7     | «Механізатор» (Дніпропетровськ)       | 2        | 0      | 1994-95, 1995-96                            | —                                                    |
| 8-9   | «Єнакієвець» (Єнакієве)               | 1        | 2      | 2006-07                                     | 2007-08, 2009-10                                     |
| 8-9   | «Дніпроспецсталь» (Запоріжжя)         | 1        | 2      | 2001-02                                     | 1996-97, 2003-04                                     |
| 10-12 | «ТВД» (Львів)                         | 1        | 1      | 2007-08                                     | 2006-07                                              |
| 10-12 | «Продексім» (Херсон)                  | 1        | 1      | 2020-21                                     | 2018-19                                              |
| 10-12 | «Кардинал-Рівне» (Рівне)              | 1        | 1      | 2022-23                                     | 2010-11                                              |
| 13-17 | «СКІФ-Сілекс» (Київ)                  | 1        | 0      | —                                           | 1992-93                                              |
| 13-17 | «Ніка» (Дніпропетровськ)              | 1        | 0      | —                                           | 1993-94                                              |
| 13-17 | «Віннер Форд-Університет» (Запоріжжя) | 1        | 0      | —                                           | 1998-99                                              |
| 13-17 | «Тайм» (Львів)                        | 1        | 0      | —                                           | 2009-10                                              |
| 13-17 | «Manzana» (Київ)                      | 1        | 0      | —                                           | 2014-15                                              |
| 18    | «ХІТ» (Київ)                          | 0        | 6      | —                                           | 2014-15, 2015-16, 2016-17, 2019-20, 2020-21, 2022-23 |
| 19    | «Запоріжкокс (Надія)» (Запоріжжя)     | 0        | 3      | —                                           | 1992-93, 1993-94, 1999-00                            |
| 20-25 | «Гірник» (Красногорівка)              | 0        | 1      | —                                           | 1994-95                                              |
| 20-25 | «Корпія» (Київ)                       | 0        | 1      | —                                           | 1998-99                                              |
| 20-25 | «Універ-Харків» (Харків)              | 0        | 1      | —                                           | 2002-03                                              |
| 20-25 | «ЛТК» (Луганськ)                      | 0        | 1      | —                                           | 2012-13                                              |
| 20-25 | «Aurora» (Київ)                       | 0        | 1      | —                                           | 2023-24                                              |
| 20-25 | «Суха Балка» (Жовті Води)             | 0        | 1      | —                                           | 2024-25                                              |

## Найкращі бомбардири в історії Кубка України

### За історію
Інформація станом на 16 березня 2018 року
| Місце | Гравець           | Голи |
| ----- | ----------------- | ---- |
| 1     | Ігор Москвичов    | 109  |
| 2     | Віталій Брунько   | 64   |
| 3     | Олександр Косенко | 63   |
| 4-5   | Максим Павленко   | 58   |
| 4-5   | Олег Мірошник     | 58   |
| 6     | Раміс Мансуров    | 56   |
| 7     | Георгій Мельніков | 53   |
| 8     | Олександр Яценко  | 50   |
| 9     | Валентин Цвелих   | 47   |
| 10    | Валерій Легчанов  | 46   |

### За сезонами
| Бомбардири за сезонами | Бомбардири за сезонами | Бомбардири за сезонами                                   | Бомбардири за сезонами | Бомбардири за сезонами |
| Сезон                  | Гравець                | Клуб                                                     | Ігри                   | Голи (пен.)            |
| ---------------------- | ---------------------- | -------------------------------------------------------- | ---------------------- | ---------------------- |
| 1993/1994              | ?                      | ?                                                        | ?                      | ?                      |
| 1994/1995              | Андрій Скоморохов      | «Механізатор» (Дніпропетровськ)                          | ?                      | ?                      |
| 1995/1996              | Сергій Корідзе         | «Локомотив» (Одеса)                                      | 8                      | 14                     |
| 1996/1997              | Раміс Мансуров         | «ДСС-Динамо» (Запоріжжя)                                 | 7                      | 13                     |
| 1996/1997              | Олександр Яценко       | «Надія-Запоріжкокс» (Запоріжжя)                          | 4                      | 13                     |
| 1997/1998              | Сергій Дюженко         | «Віннер Форд-Університет»                                | 6                      | 14                     |
| 1998/1999              | Ігор Москвичов         | «Віннер Форд-Університет» (Запоріжжя)                    | 8                      | 19                     |
| 1999/2000              | Андрій Кравченко       | «Телеком» (Донецьк)                                      | 6                      | 9 (1)                  |
| 2000/2001              | Євген Фролов           | «Віннер Форд-Університет» (Запоріжжя)                    | 4                      | 6                      |
| 2000/2001              | Валентин Цвелих        | «Укрсплав» (Донецьк)                                     | 6                      | 6                      |
| 2000/2001              | Георгій Мельніков      | «Інтеркас» (Київ)                                        | 7                      | 6                      |
| 2000/2001              | Віталій Брунько        | «Укрсплав» (Донецьк)                                     | 7                      | 6                      |
| 2001/2002              | Григорій Кириченко     | «Запоріжкокс» (Запоріжжя)                                | 6                      | 10                     |
| 2001/2002              | Андрій Кравченко       | «Дніпроспецсталь» (Запоріжжя)                            | 7                      | 10                     |
| 2002/2003              | Ігор Москвичов         | «МФК Шахтар» (Донецьк)                                   | 5                      | 12                     |
| 2003/2004              | Сергій Ситін           | «МФК Шахтар» (Донецьк)                                   | 8                      | 10                     |
| 2004/2005              | Раміс Мансуров         | «МФК Шахтар» (Донецьк)                                   | 7                      | 6                      |
| 2004/2005              | Максим Павлюк          | «Київська Русь» (Донецьк)                                | 7                      | 6                      |
| 2004/2005              | Дмитро Кузьмін         | «Єнакієвець» (Єнакієве)                                  | 7                      | 6                      |
| 2005/2006              | Ігор Москвичов         | «МФК Шахтар» (Донецьк)                                   | 7                      | 13                     |
| 2006/2007              | Євген Рогачов          | «Дніпроспецсталь» / «ТВД»                                | 7                      | 9                      |
| 2007/2008              | Артем Рось             | «Сапар» (Донецьк)                                        | 3                      | 7                      |
| 2008/2009              | Максим Павленко        | «Тайм» (Львів)                                           | 5                      | 5                      |
| 2008/2009              | Артем Рось             | «Сапар» (Донецьк)                                        | 5                      | 5                      |
| 2008/2009              | Дмитро Клочко          | «Локомотив» (Харків)                                     | 6                      | 5                      |
| 2008/2009              | Сергій Таранчук        | «Моноліт» (Харків)                                       | 7                      | 5                      |
| 2009/2010              | Валентин Цвелих        | «Ураган» (Івано-Франківськ)                              | 4                      | 7                      |
| 2010/2011              | Сержао                 | «Ураган» (Івано-Франківськ)                              | 5                      | 10                     |
| 2011/2012              | Андрій Засенко         | «Титан-Зоря» (Покровське)                                | 4                      | 7                      |
| 2011/2012              | Мар'ян Маринюк         | «Кардинал-Рівне»                                         | 4                      | 7                      |
| 2012/2013              | Валентин Цвелих        | «Лукас» (Кременчук)                                      | 3                      | 6                      |
| 2012/2013              | Максим Павленко        | «Енергія» (Львів)                                        | 4                      | 6                      |
| 2013/2014              | Дмитро Сільченко       | «Буран-Ресурс» (Донецьк)                                 | 4                      | 7                      |
| 2014/2015              | Євген Смоловик         | «Manzana» (Київ)                                         | 7                      | 9                      |
| 2014/2015              | Олег Зборовський       | «ХІТ» (Київ)                                             | 8                      | 9                      |
| 2015/2016              | Олександр Колесников   | «Делівері» (Одеса)/«ХІТ» (Київ)                          | 8                      | 16 (3)                 |
| 2016/2017              | Назарій Данів          | «Епіцентр К10» (Івано-Франківськ)                        | 4                      | 7                      |
| 2017/2018              | Павло Корнійчук        | «RED» (Київ)                                             | 6                      | 9                      |
| 2018/2019              | Валентин Цвелих        | «Королівський смак» (Світловодськ)                       | 6                      | 9                      |
| 2018/2019              | Назар Швед             | «Віза Вторма» (Івано-Франківськ)                         | 6                      | 9                      |
| 2019/2020              | Вадим Чернега          | «ЯСКО» (Вінниця)                                         | 7                      | 11                     |
| 2020/2021              | Олександр Іванов       | «Гепард» (Харків)                                        | 6                      | 12                     |
| 2021/2022              | Михайло Макшанов       | «Легіон» (Дніпро)                                        | 6                      | 10                     |
| 2022/2023              | Микола Гнатишин        | «Сокіл» (Великоберезовицька громада, Тернопільська обл.) | 2                      | 7                      |
| 2022/2023              | Євгеній Жук            | «ХІТ» (Київ)                                             | 5                      | 7                      |

## Гвардійці в історії Кубка України
Інформація станом на липень 2021 року
|      | Гравець           | Ігри |
| ---- | ----------------- | ---- |
| 1    | Максим Павленко   | 90   |
| 2    | Олег Шуст         | 88   |
| 3    | Георгій Мельніков | 86   |
| 4    | Сергій Чепорнюк   | 84   |
| 5    | Василь Сухомлінов | 82   |
| 6    | Валерій Замятін   | 81   |
| 7    | Олег Мірошник     | 80   |
| 8    | Раміс Мансуров    | 79   |
| 9-10 | Віталій Ятло      | 78   |
| 9-10 | Олег Безуглий     | 78   |

Примітка. Дані можуть змінитися у менший бік, оскільки продовжується уточнення інформації.

## Рекорди (фінальний турнір)

### Індивідуальний рекорд результативності
- Раміс Мансуров «Дніпроспецсталь» (Дніпроспецсталь (Запоріжжя) — УС Кампус (Київ) 9:2, 1/2 фіналу Кубка, 29.01.1997, 8 голів)

### Найбільша перемога
- «Локомотив» (Одеса) — «Колос» (Хлібодарівка) 22:0, 1/8 фіналу Кубка, 19 грудня 1996 року